# Eukiefferiella jokaseptima
Eukiefferiella jokaseptima är en tvåvingeart som beskrevs av Sasa och Kazuo Ogata 1999. Eukiefferiella jokaseptima ingår i släktet Eukiefferiella och familjen fjädermyggor. Inga underarter finns listade i Catalogue of Life.